# Рыбино-Будский сельсовет
Рыбино-Будский сельсовет — сельское поселение в Обоянском районе Курской области Российской Федерации.
Административный центр — слобода Рыбинские Буды.

## История
Статус и границы сельского поселения установлены Законом Курской области от 21 октября 2004 года № 48-ЗКО «О муниципальных образованиях Курской области»

## Население
| 2002  | 2010  | 2012  | 2013  | 2014  | 2015  | 2016  |
| ----- | ----- | ----- | ----- | ----- | ----- | ----- |
| 954   | ↗1505 | ↘1402 | ↘1343 | ↘1302 | ↘1284 | ↗1298 |
| 2017  | 2018  | 2019  | 2020  | 2021  |       |       |
| ↘1297 | ↗1298 | ↘1260 | ↘1231 | ↗1309 |       |       |

## Состав сельского поселения
| № | Населённый пункт | Тип населённого пункта          | Население |
| - | ---------------- | ------------------------------- | --------- |
| 1 | Долговищенный    | хутор                           | ↘12       |
| 2 | Долженково       | село                            | ↘418      |
| 3 | Лыков            | хутор                           | →0        |
| 4 | Первое Мая       | село                            | ↘12       |
| 5 | Рыбинские Буды   | слобода, административный центр | ↘744      |
| 6 | Рябая Ольха      | хутор                           | ↘0        |
| 7 | Филатово         | село                            | ↘319      |